# Возокани (Галанта)
Возокани (слч. Vozokany) насељено је мјесто са административним статусом сеоске општине (слч. obec) у округу Галанта, у Трнавском крају, Словачка Република.

## Становништво
| Година:    | 1994. | 2004.   | 2014.   | 2024.   |
| ---------- | ----- | ------- | ------- | ------- |
| Број људи: | 1107  | 1103    | 1186    | 1089    |
| Разлика:   |       | -0,36 % | +7,52 % | -8,17 % |

| Година:    | 2023. | 2024.   |
| ---------- | ----- | ------- |
| Број људи: | 1092  | 1089    |
| Разлика:   |       | -0,27 % |

Према подацима о броју становника из 2011. године насеље је имало 1.161 становника.